# Aleksandr Samédov
Aleksandr Samédov (en rus: Алекса́ндр Серге́евич Саме́дов; Moscou, Unió Soviètica, 19 de juny de 1984) és un futbolista rus. Juga de volant i el seu actual equip és el FC Lokomotiv Moscou de la Lliga Premier de Rússia.

## Internacional
Ha estat internacional amb la selecció de futbol de Rússia, ha jugat sis partits internacionals.
El 12 de maig de 2014, Fabio Capello, director tècnic de la selecció nacional de Rússia, va incloure a Samédov en la llista provisional de 30 jugadors que van iniciar la preparació amb la intenció de la Copa Mundial de Futbol de 2014. El 2 de juny va ser ratificat per Capello en la nòmina definitiva de 23 jugadors.

### Participacions en Copes del Món
| Mundial                        | Seu    | Resultat     |
| ------------------------------ | ------ | ------------ |
| Copa Mundial de Futbol de 2014 | Brasil | Primera fase |

## Clubs
| Club                | País   | Any       |
| ------------------- | ------ | --------- |
| Spartak Moscou      | Rússia | 2001-2005 |
| Lokomotiv Moscou    | Rússia | 2005-2008 |
| FC Moscou           | Rússia | 2008-2009 |
| Dinamo Moscou       | Rússia | 2010-2012 |
| FC Lokomotiv Moscou | Rússia | 2012-     |